# Lachesilla nubilis
Lachesilla nubilis är en insektsart som först beskrevs av Samuel Francis Aaron 1886.  Lachesilla nubilis ingår i släktet Lachesilla och familjen kviststövsländor. Inga underarter finns listade i Catalogue of Life.